# Ingeborg (film, 1960)
Pour les articles homonymes, voir Ingeborg.
Pour plus de détails, voir Fiche technique et Distribution.
Ingeborg est un film allemand réalisé par Wolfgang Liebeneiner sorti en 1960.
Il s'agit de l'adaptation de la pièce de Curt Goetz.

## Synopsis
Ingeborg et Ottokar, un garçon amical et timide, un peu distrait et maladroit, qui est devenu très riche en inventant une bouteille en plastique extrêmement pratique, sont mariés et heureux. Un jour, Ingeborg reçoit la visite de son vieil ami d'école Peter, qui est tout le contraire d'Ottokar. Cosmopolite et intelligent, Peter aime être mystérieux, et bientôt Ingeborg tombe amoureuse de cet homme de son passé. En fait, elle ne le connaît pas vraiment ! Ingeborg n'avait pas remarqué l'enthousiasme de Peter par le passé. Quand il était à l'école, Peter a vu la jeune fille lors d'une réunion interdite avec Ottokar, mais lorsqu'un enseignant a tenté de le forcer à le dénoncer, il a refusé et a donc été expulsé de l'école.
Depuis lors, Ingeborg était époustouflé par le "chevalier" inconnu et croyait qu'Ottokar eut ce comportement de chevalier. Ottokar a fini par faire semblant d'être cet étranger. Maintenant, le vertige menace d'exploser. Les deux hommes aiment Ingeborg et, ce qui est ennuyeux, s'aiment toujours, ce qu'ils montrent lors de nombreuses séances de beuverie ensemble. Après quelques enchevêtrements, la jeune femme doit se rendre compte qu'elle aime aussi ses deux maris, chacun pour soi et à parts égales. Alors que faire ? Ingeborg ne veut pas tricher ou quitter son propre mari, car elle aime Ottokar. D'un autre côté, Peter a tout ce qui manque à Ottokar. Elle demande conseil à sa tante Ottilie qui aime s'amuser et qui n'est jamais à court de conseils. Elle sait quoi faire : « La femme reste avec l'homme qu'elle aime et elle a une liaison avec l'autre homme. » Il est également clair que les deux hommes impliqués ne sont pas particulièrement enthousiastes à cette idée « immorale ».

## Fiche technique
- Titre : Ingeborg
- Réalisation : Wolfgang Liebeneiner assisté de Wolfgang Bellenbaum (de)
- Scénario : Willibald Eser, Curt Goetz
- Musique : Peter Thomas
- Direction artistique : Wolf Englert (de), Ernst Richter (de)
- Photographie : Günther Senftleben
- Son : Bernhard Reicherts (de)
- Montage : Lilian Seng, Ursula Zschiesche
- Production : Ludwig Waldleitner
- Société de production : Roxy Film (de)
- Société de distribution : UFA
- Pays d'origine :  Allemagne de l'Ouest
- Langue : allemand
- Format : Noir et blanc - 1,37:1 - Mono - 35 mm
- Genre : Comédie romantique
- Durée : 88 minutes
- Dates de sortie :
  - Allemagne de l'Ouest : 6 octobre 1960.
  - France : 28 décembre 1962[1].

## Distribution
- Ingrid Ernest : Ingeborg
- Walter Giller : Ottokar
- Dietmar Schönherr : Peter
- Fita Benkhoff (de) : Tante Ottilie
- Rudolf Vogel : M. Conjonctif

## Production
Lors de la première de la pièce, qui ouvrit le Theater am Kurfürstendamm à Berlin le 8 octobre 1921 et sera une réussite, Curt Goetz jouait Ottokar et Adele Sandrock Ottilie, la tante alcoolique.
Ingeborg est le dernier film auquel Curt Goetz prend part. Il meurt le 12 septembre 1960, quelques semaines avant la sortie du film.